# Kanton Naranjito
Der Kanton Naranjito befindet sich in der Provinz Guayas im zentralen Westen von Ecuador. Er besitzt eine Fläche von 224,5 km². Im Jahr 2020 lag die Einwohnerzahl schätzungsweise bei 43.860. Verwaltungssitz des Kantons ist die Stadt Naranjito mit 28.546 Einwohnern (Stand 2010). Das Gebiet wurde am 5. Oktober 1972 aus dem Kanton Milagro herausgelöst und ist seither ein eigenständiger Kanton.

## Lage
Der Kanton Naranjito liegt im Tiefland östlich von Guayaquil. Der Río Los Amarillos begrenzt den Kanton im Nordosten, der Río Chimbo im Süden. Die Fernstraße E488 (Milagro–General Antonio Elizalde) führt durch den Kanton und an dessen Hauptort vorbei.
Der Kanton Naranjito grenzt im Osten an den Kanton General Antonio Elizalde (Bucay), im Süden an den Kanton Coronel Marcelino Maridueña, 
im Westen an den Kanton Milagro sowie im Norden an den Kanton Simón Bolívar.

## Verwaltungsgliederung
Der Kanton Naranjito wird von der gleichnamigen Parroquia urbana („städtisches Kirchspiel“) gebildet.